# Nurczyk
Nurczyk – wieś w Polsce położona w województwie podlaskim, w powiecie siemiatyckim, w gminie Nurzec-Stacja.
Wieś leży nad rzeką Nurczyk, jest siedzibą sołectwa Nurczyk, w którego skład do końca 2008 wchodziła również miejscowość Nurczyk-Kolonia. Z dniem 1 stycznia 2009 nazwę Nurczyk-Kolonia zniesiono, a wieś włączono do Nurczyka. 
W latach 1975–1998 miejscowość administracyjnie należała do województwa białostockiego.
Wierni kościoła rzymskokatolickiego należą do parafii Matki Bożej Częstochowskiej w Nurcu-Stacji.